# Sergei Kramarenko (cầu thủ bóng đá, sinh 1994)
Sergei Sergeyevich Kramarenko (tiếng Nga: Серге́й Серге́евич Крамаренко; sinh ngày 2 tháng 11 năm 1994) là một tiền vệ bóng đá người Nga thi đấu cho F.K. Shinnik Yaroslavl.

## Sự nghiệp câu lạc bộ
Anh có màn ra mắt tại Russian Second Division cho F.K. SKA Rostov-on-Don vào ngày 16 tháng 7 năm 2012 trong trận đấu với F.K. Alania-d Vladikavkaz.